# Indiens premiärminister
Indiens premiärminister är sedan självständigheten från Storbritannien 1947 landets regeringschef.
Enligt Indiens grundlag och sedvänja har premiärministern flera roller: regeringschef, ordförande i ministerrådet, förste rådgivare till Indiens president samt som majoritetsledare i Lok Sabha, den lägre kammaren i Indiens parlament. Det indiska premiärministerämbetet bygger på parlamentarism, specifikt Westminstermodellen.
Narendra Modi är sedan den 26 maj 2014 Indiens premiärminister.

## Premiärministerämbetet
Premiärministern är en vald ledamot i Lok Sabha (den lägre kammaren i Indiens parlament) som utses av Indiens president för att leda Indiens ministerråd som styr riket i presidentens namn. Premiärministern måste, likt Storbritanniens premiärminister, regelbundet försvara den förda politiken i parlamentet och svara på parlamentsledamöters frågor.
Liksom i andra länder som bygger vidare på Westminstermodellen samt har en skriven grundlag så omnämns inte premiärministerns roll (Australien, Kanada osv) specifikt i Indiens grundlag mer än vad som gäller för ministrar i den federala statsmakten i allmänhet. 
I den sedvänja som utarbetats så är det underförstått att premiärministern är en primus inter pares bland ministrarna. När premiärministern avlider eller entledigas från posten så avgår följaktligen även regeringens andra ministrar. Det finns heller ingen begränsning för hur länge någon kan tjänstgöra som premiärminister. 

## Lista över premiärministrar från 1947 till idag

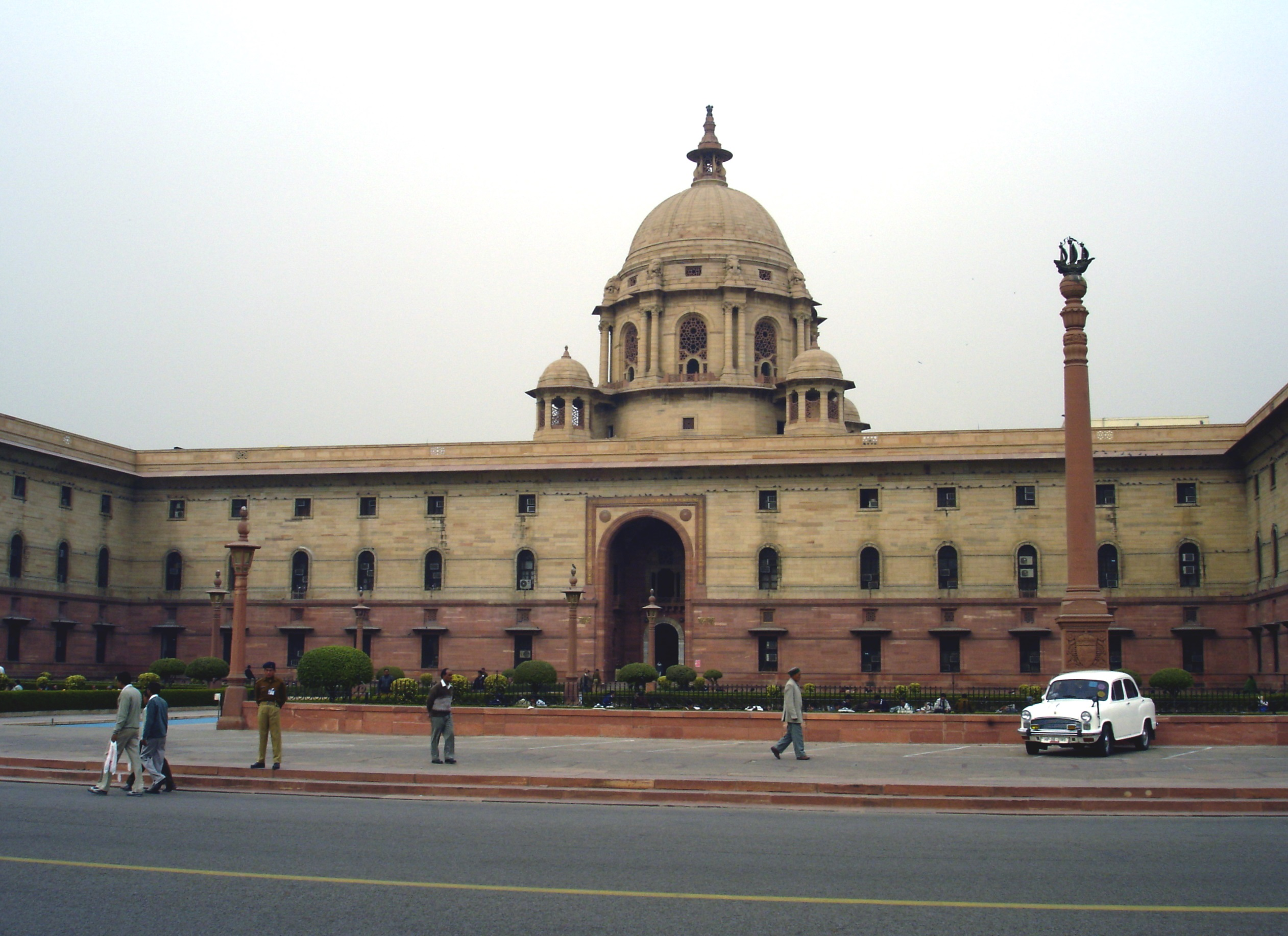
Premiärministerns kanslihus.

| Nr  | Bild | Namn                    | Tillträdde  | Avgick      |
| --- | ---- | ----------------------- | ----------- | ----------- |
| 1.  |      | Jawaharlal Nehru        | 1947        | 1964        |
| 2.  |      | Lal Bahadur Shastri     | 1964        | 1966        |
| 3.  |      | Indira Gandhi           | 1966        | 1977        |
| 4.  |      | Morarji Desai           | 1977        | 1979        |
| 5.  |      | Charan Singh            | 1979        | 1980        |
| 6.  |      | Indira Gandhi           | 1980        | 1984        |
| 7.  |      | Rajiv Gandhi            | 1984        | 1989        |
| 8.  |      | Vishwanath Pratap Singh | 1989        | 1990        |
| 9.  |      | Chandra Shekhar         | 1990        | 1991        |
| 10. |      | P.V. Narasimha Rao      | 1991        | 1996        |
| 11. |      | Atal Behari Vajpayee    | 1996        | 1996        |
| 12. |      | H.D. Deve Gowda         | 1996        | 1997        |
| 13. |      | Inder Kumar Gujral      | 1997        | 1998        |
| 14. |      | Atal Behari Vajpayee    | 1998        | 2004        |
| 15. |      | Manmohan Singh          | 22 maj 2004 | 26 maj 2014 |
| 16. |      | Narendra Modi           | 26 maj 2014 | Sittande    |